# Ahmed Taïeb El Alj
Pour les articles homonymes, voir Tayeb.
Ahmed Tayeb El Alj, né le 9 septembre 1928 à Fès et mort le 1er décembre 2012 à Rabat, est un dramaturge, comédien et parolier marocain.